# Никулин, Александр Викторович
Александр Викторович Никулин (3 января 1951 — 4 января 2017, Пенза) — советский и российский тренер по водному поло, заслуженный тренер России.

## Биография
Трудовую деятельность в качестве тренера по прыжкам в воду с 1971 г. в спортивной школе ДСО «Труд», затем — тренер-преподаватель по прыжкам в воду Пензенской школы высшего спортивного мастерства.
Подготовил ряд известных спортсменов, среди них мастера спорта международного класса — победитель Кубка России и первенств России, серебряный призёр Кубка европейских чемпионов Константин Ханбеков; победитель первенств России и Европы, серебряный призёр Кубка европейских чемпионов Олег Викулов.
В последние годы — старший тренер-преподаватель отделения прыжков в воду ГБОУ ДО ПОСДЮСШОР водных видов спорта.

## Награды и звания
Заслуженный тренер России (1982).